# Aulacobothrus dorsatus
Aulacobothrus dorsatus is een rechtvleugelig insect uit de familie veldsprinkhanen (Acrididae). De wetenschappelijke naam van deze soort is voor het eerst geldig gepubliceerd in 1912 door Ignacio Bolívar.